# Río Fierro
Der Río Fierro ist ein etwa 117 km langer rechter Nebenfluss des Río Manú in Südost-Peru in der Provinz Manu der Region Madre de Dios. Der Flusslauf liegt im Distrikt Fitzcarrald.

## Flusslauf
Der Río Fierro entspringt in einem vorandinen Höhenkamm der peruanischen Ostkordillere auf einer Höhe von etwa 850 m. Der Río Fierro durchschneidet bei Flusskilometer 114 einen Höhenkamm und wendet sich im Anschluss nach Norden und durchquert das Amazonastiefland. Die letzten 60 Kilometer verläuft er in überwiegend ostnordöstlicher Richtung und mündet schließlich in den nach Osten strömenden Río Manú.

## Einzugsgebiet
Der Río Fierro entwässert ein Areal von etwa 730 km². Das Einzugsgebiet liegt im Nationalpark Manú. Es grenzt im Osten an das des Río Capillejo, im Südosten an das des Río Cumeriali, im Südwesten und im Westen an das Einzugsgebiet des Río Sotileja sowie im Norden an das Einzugsgebiet des oberstrom gelegenen Río Manú.